# Ricardo Abumohor
Ricardo Nicolás Abumohor Salman (Santiago, 10 de septiembre de 1942), es un empresario y dirigente de fútbol chileno de ascendencia palestina. Desde 2006 es propietario del Club Deportivo O'Higgins, y vicepresidente de SN Holding S.A., empresa creada para hacerse cargo de los intereses económicos y financieros del club rancagüino.

## Biografía
Es hijo de Nicolás Abumohor, descendiente de inmigrantes palestinos que desarrolló una carrera como empresario y dirigente deportivo. Realizó sus estudios en el Internado Nacional Barros Arana, egresando de dicho instituto.
Se casó con Alicia Carniglia, con quien tuvo tres hijos; Rodrigo Andrés, Martín y Mariana.

## Vida pública
Fue futbolista, jugando en las divisiones inferiores del Club Deportivo Palestino, del cual se convertiría en presidente entre 1979 y 1981. Dirigió la Asociación Nacional de Fútbol Profesional dos veces: como subrogante a fines de 1984, y en el período 1993-1998, electo el 3 de febrero de 1993, tras derrotar a Waldo Greene Zúñiga por 32-16. Durante su gestión la Selección de fútbol de Chile llegó a la Copa Mundial de Fútbol de 1998, de la mano del entrenador Nelson Acosta.
En 2005 la familia Abumohor compró el Club Deportivo O'Higgins, acogiéndose a la recientemente vigente ley de sociedades anónimas deportivas. Al año siguiente, Ricardo Abumohor asumió como presidente de O'Higgins. Bajo su gestión, el club disputó la final del Torneo Apertura 2012 y logró por primera vez el campeonato en el Torneo Apertura 2013.

## Reconocimientos
| Distinción                                     | Año  |
| ---------------------------------------------- | ---- |
| Llaves de la Ilustre Municipalidad de Rancagua | 2014 |
| Reconocimiento Gobierno Regional de O'Higgins  | 2014 |